# مايكل أنغيليس
مايكل أنغيليس (18 يناير 1952 - 30 مايو 2020) (بالإنجليزية: Michael Angelis) هو ممثل بريطاني، ولد في ليفربول في المملكة المتحدة.

## وصلات خارجية
- مايكل أنغيليس على موقع IMDb (الإنجليزية)
- مايكل أنغيليس على موقع روتن توميتوز (الإنجليزية)
- مايكل أنغيليس على موقع ديسكوغز (الإنجليزية)
- مايكل أنغيليس على موقع قاعدة بيانات الفيلم (الإنجليزية)